# Antero Ferreira d'Ávila
Antero Ferreira d'Ávila (Encruzilhada do Sul, outubro de 1845 — Rio de Janeiro, 8 de agosto de 1909) foi um advogado, magistrado, político e jornalista brasileiro.
Fez o ensino básico em Pelotas, os estudos preparatórios no Colégio Gomes em Porto Alegre e seguiu para a Faculdade de Direito de São Paulo, em 1864. Nesse período escreveu Retratos biográficos de acadêmicos contemporâneos e colaborou com o jornal Eco do Sul.
No último ano da faculdade, foi convidado para ser secretário particular do presidente da província, Tavares Bastos, cargo em que ficou até se formar e retornar ao Rio Grande do Sul.
De volta a Porto Alegre, colaborou no jornal A Reforma, mais tarde voltou para Encruzilhada, onde trabalhou como advogado, depois como primeiro juiz do município, promotor público interino, inspetor escolar e vereador.
Por serviços prestados durante a Guerra do Paraguai, foi agraciado cavaleiro da Imperial Ordem de Cristo.
Em 1879 eleito deputado à assembléia provincial, transferiu-se de novo à Porto Alegre, onde continuou como advogado. Lá foi também procurador fiscal da fazenda e diretor geral de instrução pública. Em 1881 foi eleito deputado geral, mas não pode assumir, por seu diploma ter sido anulado.
A câmara de Porto Alegre lhe conferiu o título de benemérito, por haver alforriado grande número de escravos a suas custas. Após a Proclamação da República foi eleito intendente do 2° distrito do Rio de Janeiro.